# Панфилова, Елена Анатольевна
Еле́на Анато́льевна Панфи́лова (урождённая Ефросинина; род. 18 декабря 1967, Москва) — российский общественный деятель, эксперт в сфере противодействия коррупции в России, преподаватель.  
Бывший вице-президент, член правления и исполнительный директор международной организации Transparency International, основатель и многолетний руководитель её российского отделения. Преподаватель (2007—2015) и старший преподаватель (2015—2018) Высшей школы экономики (ВШЭ). Заместитель заведующего (2009—2014) и заведующая (2014—2018) проектно-учебной лабораторией антикоррупционной политики ВШЭ. 

## Биография
Родилась 18 декабря 1967 года в Москве. 
В 1984 году окончила московскую школу № 531. 
В 1989 году окончила исторический факультет МГУ им. М. В. Ломоносова, в дипломной работе писала о противодействии фашизму. 
В 1989—1992 годах работала научным сотрудником в Институте независимых социальных исследований.
В 1994—1997 годах — помощник руководителя программы в IRIS-центре (Университет Мэрилэнда), совместного проекта Агентства международного развития США (USAID) с Институтом экономики переходного периода.
В 1997 году окончила факультет политологии Дипломатической академии МИД России по специальности «Международные отношения», в дипломной работе рассматривала вопросы террора государства против людей и людей против власти.
В 1997—2000 годах была соискателем степени кандидата политических наук на кафедре политологии Дипломатической академии МИД России.
В 1997—1998 годах — исследователь в Центре международных исследований в Монтеррее (США).
В 1997—2000 годах в качестве внештатного сотрудника была политическим обозревателем журнала «Открытая политика», где занималась изучением дестабилизирующих элементов современных демократий: терроризма, национальных конфликтов и коррупции.
В 1999—2000 годах — эксперт, руководитель программы Организации экономического сотрудничества и развития (Париж).
В 1999 году создала Центр Transparency International — Россия (российское отделение международной антикоррупционной организации Transparency International) и до 2014 года была его генеральным директором. В 2011—2017 году входила в правление глобальной организации Transparency International, в 2014—2017 годах была её вице-президентом. В феврале 2017 года стала исполнительным директором Transparency International, но в том же году ушла с должности. С 2019 года является Председателем Совета Центра Трансперенси Интернешнл — Россия.
В 2009—2012 годах являлась членом Совета при Президенте России по развитию институтов гражданского общества и правам человека. С 2012 по 2016 год входила в правительственную комиссию по координации деятельности открытого правительства.
В 2007—2018 годах преподавала в Высшей школе экономики (ВШЭ), где была преподавателем (с 2015 года — старшим преподавателем) Факультета прикладной политологии (в 2014 году реорганизован в Департамент политической науки Факультета социальных наук), читала курсы «Основы антикоррупционной политики» и «Стратегии противодействия коррупции». В 2009 году совместно с ректором Высшей школы экономики (ВШЭ) Ярославом Кузьминовым основала Проектно-учебную лабораторию антикоррупционной политики ВШЭ, с 2014 года была её заведующей, а до этого — заместителем заведующего. Пять раз признавалась студентами лучшим преподавателем ВШЭ (2012, 2013, 2015, 2016, 2017). В 2018 году покинула ВШЭ.
Также в разные годы преподавала в Высшей школе бизнеса МГУ им. М. В. Ломоносова и РАНХиГС при Президенте РФ.
В 2021 году вместе с Антоном Поминовым и Тимуром Какабадзе создала «Бюро этических дилемм» и стала его руководителем. Бюро занимается консультированием бизнеса и некоммерческих организаций по вопросам профессиональной этики.
В 2012—2013 годах была ведущей (вместе с Иваном Ниненко) выходившей на телеканале «Дождь» программы «Коррупция на Дожде» (совместный проект «Дождя» и Трансперенси Интернешнл — Россия). В 2014—2015 годах вела на том же канале программу «Панфилова».
С марта по август 2019 года была ведущей программы «Все сложно» на радиостанции «Эхо Москвы».
С 2024 года — обозреватель «Новой газеты», занимается проектом «Лаборатория будущего».
Выступления, комментарии и интервью Панфиловой неоднократно публиковались в ведущих российских средствах массовой информации, среди которых Ведомости, Коммерсантъ, Slon Magazine, Новая газета, Эхо Москвы, в декабре 2014 была приглашённым гостем телепередачи «Познер».

## Избранные публикации
- Руководство по практическому противодействию злоупотреблению административным ресурсом на выборах / Под общ. ред.: Е. А. Панфилова, С. Н. Шевердяев. М.: Де Ново, 2005[33].
- Panfilova E. Trust comes from within, in: OECD Yearbook 2013. P.: OECD Publishing, 2013. P. 71-73[34].